# Hassoumont (Aywaille)
Ne doit pas être confondu avec Hassoumont (Stoumont).
Hassoumont est un hameau de la commune d'Aywaille dans la province de Liège en Région wallonne (Belgique).
Avant la fusion des communes, comme Deigné, Hassoumont faisait partie de la commune de Louveigné.

## Situation et description
Le hameau se situe au nord du village de Remouchamps près de la N.666 entre Sécheval et Deigné et à proximité du parc animalier Le Monde Sauvage. Hassoumont se trouve dans la région calcaire de la Calestienne à la limite de l'Ardenne.
La principale activité du hameau est en rapport avec le sport équestre. On y trouve des écuries privées ainsi que des bâtiments appartenant à la Ligue équestre Wallonie Bruxelles.

## Personnalité liée au hameau
- François Mathy, cavalier et double médaillé olympique en 1976.